# Epigeneium chapaense
Epigeneium chapaense là một loài thực vật có hoa trong họ Lan. Loài này được Gagnep. mô tả khoa học đầu tiên năm 1932.

## Hình ảnh

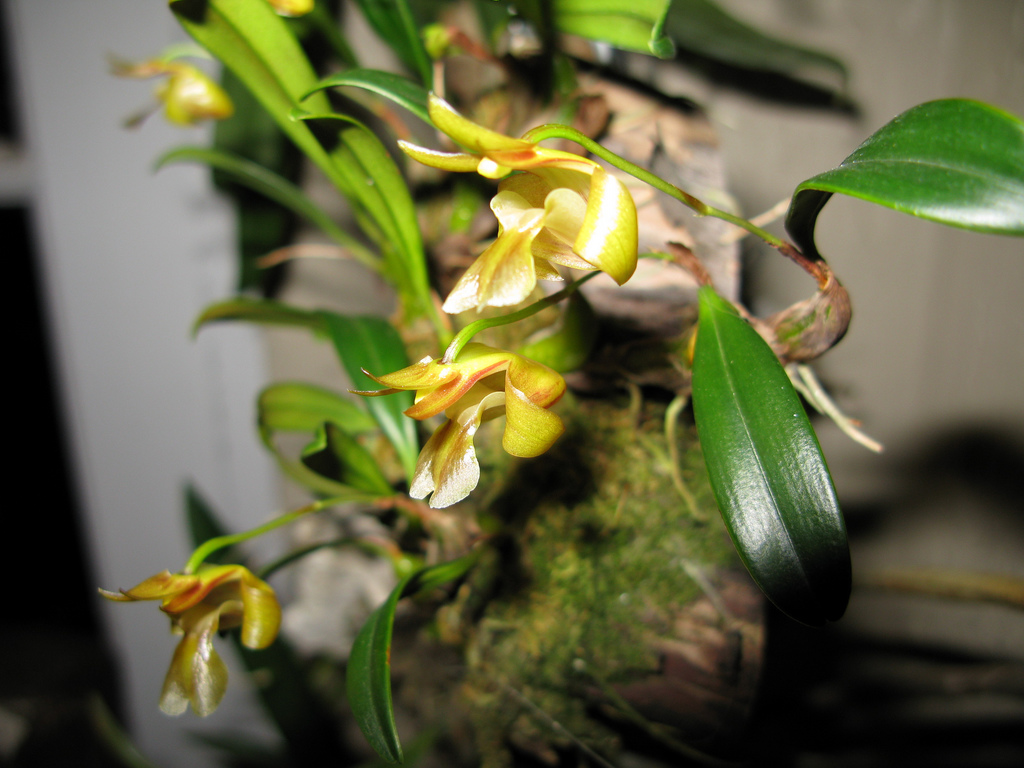